# Vang Can
Vang Can (kínaiul: 王粲; pinyin: Wang Can; magyar népszerű: Vang Can; más néven: Csung-hszüan (Zhongxuan) 仲宣; 177-217) kínai költő.
Tehetségét Caj Jung (Cai Yong) hivatala fedezte fel, amikor 14 éves korában a városba érkezett. A 194-ben Csingcsou (Jingzhou)ba ment (a mai Hupej (Hubei) és Hunan), hogy  a kormányzó, Liu Piao (Liu Biao) környezetében keressen állást. Liu Piao (Liu Biao) halála után (208), Vang Can (Wang Can) meggyőzte annak fiát, Liu Csung (Liu Zhong)ot hogy lépjen Cao Cao szolgálatába, később ő maga is csatlakozott Cao Caohoz későbbi mecénásához és magas rangú tisztviselő lett. 213-ban, amikor Cao Caot kinevezték Vei (Wei) hercegének, az Vang Can (Wang Can)ra bízta, hogy alakítsa ki az új törvények és jogszabályok egy rendszerét, amivel a régi, már használaton kívüli kormányzati struktúrát modernizálni lehet. Vang (Wang) nagyban hozzájárult ahhoz, hogy a jogszabályok és szabványok intézményrendszere szilárd alapokra került Vei (Wei) hercegsége – a későbbi Cao Vei (Wei) dinasztia elődje – alatt, már Cao Cao korában.
Vang Can (Wang Can) kiemelkedő költő is volt, és a Csien-an-kor hét költője közé sorolták irodalmi teljesítményeiért. Egyik leghíresebb verse a Hét fájdalom (Csi aj si (Qi ai shi) 七哀诗), egy soronként öt írásjegyből álló vers, amelyben a nép a háború évei alatt elszenvedett sorsáról ír. Híres fotografikus memóriával rendelkezett.

## Fordítás
- Ez a szócikk részben vagy egészben  a   Wang Can című angol Wikipédia-szócikk ezen változatának fordításán alapul.  Az eredeti cikk szerkesztőit annak laptörténete sorolja fel. Ez a jelzés csupán a megfogalmazás eredetét és a szerzői jogokat jelzi, nem szolgál a cikkben szereplő információk forrásmegjelöléseként.

## További források
- Világirodalmi lexikon XVI. (U–Vidz). Főszerk. Szerdahelyi István. Budapest: Akadémiai. 1994.   389. o. ISBN 963-05-6733-4